# أحمد الضرمان
أحمد الضرمان (13 مايو 1946 - 1 نوفمبر 2016)، مخرج وممثل كويتي. كانت بدايته في السبعينات حتى عام 2011. يعد من الجيل الذهبي لفرقة «مسرح الخليج» والتي ترأس مجلس إدارتها بين العامين 1999 و2001.

## حياته الأسرية
تزوج من الفنانة هيفاء عادل وبعد أن رزقا بأبناءهم «صقر» و«عبير» تطلقا.

## الأعمال

### مسلسلات
- جحا وحجاج وبنت السلطان[1] (1972) (السلطان)
- الملقوف[2] (1973) (عطية)
- ألوان من الحب[3] (1974)
- ابن الحطاب[4] (1975) (كبير الحرس)
- الإخوة الثلاثة[5] (1978)
- حبابة[6] (1978) (الوالي)
- الحظ والملايين[7] (1979)
- مذكرات جحا[8] (1979) (الوالي)
- يوميات متقاعد[9] (1995)
- القرار الأخير[10] (1997) (أبو سالم - ضيف الحلقات)
- دارت الأيام[11] (1998) (ضيف الحلقات)
- زمان الإسكافي[12] (1998) (الوالي شاهين - ضيف الحلقات)
- دروب الشك[13] (1999) (أبو عبد العزيز)
- سوق المقاصيص[14] (2000)
- لعبة الكبار
- القدر المحتوم[15] (2001) (عبد اللطيف)
- بيت بلا أبواب[16] (2001)
- صالح وطالح[17] (2001)
- سهم الغدر[18] (2002) (أبو بسام - ضيف شرف)
- مصنع الرجال[19] (2002)
- ياخوي[20] (2003)
- غصات الحنين[21] (2004)
- للحياة وجه آخر[22] (2004) (ضيف الحلقات)
- اللقيطة[23] (2005) (ضيف شرف)
- جادة 7[24] (2006) (ضيف شرف)
- عرس الدم[25] (2007)
- بعد منتصف الخوف[26] (2008) (ضيف شرف)
- وشاءت الأقدار[27] (2008) (ضيف شرف)
- الحب الذي كان[28] (2010) (ضيف شرف)
- تو النهار[29] (2010) (أبو طارق)
- ليلة عيد[30] (2010) (غانم / كبير)
- للحب زمن آخر[31] (2011) (ضيف شرف)

### سهرات تلفزيونية
- الإنسان هو الإنسان[32] (1973)
- ايام الرعب[33] (1991) (أحد الأسرى)

### مسرحيات
- الدرجة الرابعة[34] (1971) (موسيقى)
- رجال وبنات[35] (1972)
- 1 2 3 4 بم[36] (1973)
- شياطين ليلة الجمعة[37] (1973)
- بحمدون المحطة[38] (1974) (أحمد)
- ياغافلين[39] (1974)
- حفلة على الخازوق[40] (1975)
- عريس لبنت السلطان[41] (1978)
- بجم أقول[42] (1988) (مدير الإنتاج)
- الكاشي ماشي[43] (1990) (إدارة الإنتاج)

### تمثيليات
- زوجتي والزيادات[44]

## روابط خارجية
- أحمد الضرمان على موقع قاعدة بيانات الأفلام العربية